# William Rosecrans
William Starke Rosecrans (Kingston, 6 september 1819 – Redondo Beach, 11 maart 1898) was een uitvinder, voorzitter van een oliemaatschappij, diplomaat, politicus en generaal tijdens de Amerikaanse Burgeroorlog. Hij had grote overwinningen behaald aan het westelijke front, maar zijn militaire loopbaan eindigde abrupt na zijn desastreuze nederlaag bij Chickamauga in 1863.
Na het afronden van zijn studies aan in West Point, gaf hij les aan de academie en werkte hij mee verschillende ingenieursprojecten. Hij nam ontslag uit het leger om een loopbaan uit te bouwen als burgerlijk ingenieur. Bij het begin van de burgeroorlog voerde hij eenheden uit Ohio aan. Daarmee behaalde hij het eerste succes in westelijk Virginia. Toen hij in 1862 commando’s kreeg aan het westelijk front behaalde hij overwinningen bij Iuka en Corinth. Zijn bevelhebber was Ulysses S. Grant. Zijn bruuske, openhartige wijze en de vele publieke ruzies met zijn superieuren lag aan de basis van een professionele rivaliteit tussen hemzelf enerzijds en Grant en de minister van oorlog Edwin M. Stanton anderzijds. Dit zou zware gevolgen hebben voor zijn militaire loopbaan.
Hij kreeg het bevel over het Army of the Cumberland waarmee hij de Zuidelijke generaal Braxton Bragg versloeg bij Stones River en in de Tullahomaveldtocht hem met succes uit midden Tennessee kon verdrijven. Bragg werd vervolgens uit de strategisch belangrijke stad Chattanooga verjaagd. Tijdens Rosecrans’ achtervolging van Bragg kwam het tot een bloedig treffen bij Chickamauga. Door een verkeerd bevel ontstond er tijdens de slag een groot gat in de Noordelijke slaglinie waardoor een derde van het Noordelijke leger vernietigd werd. Terwijl zijn verslagen leger in Chattanooga belegerd werd, werd Rosecrans vervangen door Grant.
Na de vernederende nederlaag werd Rosecrans overgeplaatst naar het department of Missouri waarin hij Prices raid bestreed. Na de oorlog diende hij als diplomaat en verschillende politieke functies. In 1881 werd hij verkozen in het Congres voor Californië.

## Vroege levensjaren en opleiding
Rosecrans werd geboren op een kleine boerderij bij Little Taylor Run in Kingston, Ohio. Hij was de tweede van vijf zonen van Crandall Rosecrans en zijn vrouw Jemimaa Hopkins. (Het eerste kind overleed op vroege leeftijd.)
Crandall was een veteraan van de Oorlog van 1812. Hij diende als adjudant van generaal William Henry Harrison. Daarna had hij een taverne en winkel en een kleine boerderij. De tweede naam van zijn zoon William was geïnspireerd op een van Crandells helden, generaal John Stark. Rosecrans stamde af van Harmon Henrik Rosenkrantz die arriveerde in Nieuw Amsterdam in 1651. De spelling van de naam veranderde tijdens de Amerikaanse Onafhankelijkheidsoorlog. De moeder van Rosencrans was de weduwe van Timothy Hopkins, familie van Stephen Hopkins, een gouverneur van Rhode Island en ondertekenaar van de Amerikaanse Onafhankelijkheidsverklaring.
William kreeg weinig formele opvoeding en haalde zijn kennis vooral uit het lezen van boeken. Toen hij 13 was, verliet hij zijn thuis om te gaan werken als winkelbediende in Utica en later Mansfield, Ohio. Hij kon zich geen hogere studies veroorloven en hij schreef zich daarom in aan het United States Military Academy. Hij werd ontvangen door Alexander Harper, die van plan was geweest om de plaats aan zijn eigen zoon te geven, maar Harper was zo onder de indruk van Rosecrans dat hij hem toeliet tot de academie.
Ondanks zijn “leerachterstand” was Rosecrans een voorbeeldige student die uitblonk in wiskunde, maar ook in Frans, tekenen en Engelse grammatica. Het was tijdens zijn opleiding aan de academie dat hij zijn bijnaam "Rosy," of "Old Rosy" kreeg. Hij studeerde af in 1842 als de vijfde in een klas van 56 kadetten. Onder zijn medekadetten bevonden zich o.a. James Longstreet, D.H. Hill, Don Carlos Buell en Earl Van Dorn. Hij kreeg een aanstelling als gebrevetteerd tweede luitenant bij het prestigieuze Corps of Engineers. Kort na het beëindigen van zijn studies ontmoette hij Anna Elizabeth Hegeman (1823-1883) van New York. Op 24 augustus 1843 trouwden ze. Ze zouden samen acht kinderen krijgen.

## Loopbaan
Rosecrans werd naar Fort Monroe in Virginia gestuurd om de om zeeweringen te bouwen. Na een jaar vroeg hij om een aanstelling als professor aan de academie in West Point. Daar gaf hij les in bouwkunde en was hij kwartiermeester. Hoewel West Point een bastion was van de Episcopale Kerk liet hij zich in 1845 omdopen tot het Rooms-katholieke geloof. Dit inspireerde een van zijn jongere broers, Sylvester Horton Rosecrans om zich eveneens te bekeren. Hij zou later de eerste bisschop van het bisdom van Columbus worden.
Hoewel de meeste officieren van zijn jaar in de Mexicaans-Amerikaanse Oorlog vochten, bleef Rosecrans in dienst van het ministerie van oorlog in West Point. Tussen 1847 en 1853 diende hij in Newport (Rhode Island) en Bedford (Massachusetts). Hij werkte ook tijdelijk voor de Washington Navy Yard. Ook voerde hij verschillende niet-militaire projecten uit om in het onderhoud van zijn groeiende familie te voorzien. Hij solliciteerde voor een aanstelling aan de Virginia Military Institute in 1851, maar deze plaats werd toegewezen aan Thomas Jackson.
Na een periode van ziektes nam Rosecrans in 1854 zijn ontslag uit het leger. Hij nam een mijn over in westelijk Virginia die het met succes leidde. Hij ontwierp en bouwde als eerste een volledig sluizensysteem op de Coal River. In Cincinnati, bouwde hij samen met twee vennoten de eerste olieraffinaderij ten westen van de Alleghenygebergte. Hij verwierf verschillende patenten waaronder voor de eerst werkende kerosinelamp en voor een betere productiemethode voor zeep. Toen Rosecrans voorzitter was van de Preston Coal Oil Compagny liep hij in 1859 zware brandwonden op toen hij een experimentele olielamp uittestte. Een deel van de raffinaderij ging in vlammen op. Het duurde 18 maanden om te revalideren.

### De Amerikaanse Burgeroorlog
Enkele dagen nadat Fort Sumter gevallen was, bood Rosecrans zijn diensten aan de gouverneur van Ohio William Dennison Jr.. Dennison stelde hem aan als aide-de-camp van generaal-majoor George B.McClellan die bij het begin van het conflict de commandant van de vrijwilligers uit Ohio was. Rosecrans werd bevorderd tot kolonel en nam tijdelijk het bevel op zich van de 23rd Ohio Infantry waarin Rutherford B. Hayes en William McKinley (toekomstige presidenten van Amerika) dienstdeden. Hij werd bevorderd tot brigadegeneraal in het leger met ingang van 16 mei 1861.
Zijn plannen en aanpak bleken zeer succesvol tijdens de veldtocht in westelijk Virginia. Zijn overwinningen bij Rich Mountain en Corrick's Ford in juli 1861 waren bij de eerste Noordelijke overwinningen. Toch kreeg zijn bevelhebber, generaal-majoor McClellan, de eer. Door een reeks van manoeuvres slaagde Rosecrans erin om de herinname door de Zuidelijke generaals John B. Floyd en Robert E. Lee van westelijk Virginia te voorkomen. Toen McClellan naar Washington geroepen werd na de Noordelijke nederlaag bij Bull Run, stelde de opperbevelhebber Winfield Scott voor om Rosecrans het bevel te geven over westelijk Virginia. McClellan ging akkoord en Rosecrans werd bevelhebber van het Departement of Western Virginia.
In het najaar van 1861 plande Rosecrans een winteroffensief om het strategisch belangrijk Winchester in te nemen om zo de Zuidelijke flank bij Mansassas te keren. Hij reisde af naar Washington om zijn voorstel te laten goedkeuren door McClellan die het echter afwees. McClellan vreesde voor een Zuidelijke tegenzet die funest zou zijn voor zijn eigen plannen. Bovendien nam hij 20.000 van Rosecrans 22.000 soldaten af en stuurde die naar brigadegeneraal Frederick W. Lander waardoor Rosecrans niets meer kon uitrichten. In maart 1862 werd zijn departement opgenomen in het Mountain Departement onder leiding van de politiek benoemde generaal John C. Frémont. Rosecrans was zijn commando kwijt. Hij diende kort in Washington waar zijn visie botste met die van de nieuw aangestelde minister van oorlog Edwin M. Stanton omtrent de tactische aanpak tegen Jacksons veldtocht in de Shenandoahvallei. Stanton werd een van Rosecrans grootste critici.

#### Westelijke front
In mei 1862 werd Rosecrans overgeplaatst naar het westelijke front. Hij kreeg het bevel over twee divisies (rechtervleugel) van generaal-majoor John Popes Army of the Mississippi. Hij nam actief deel aan het Beleg van Corinth onder leiding van generaal-majoor Henry W. Halleck. Op 26 juni kreeg hij het bevel over het volledige leger en in juli kreeg hij de verantwoordelijkheid voor het District of Corinth erbovenop. In deze functies was zijn bevelhebber generaal-majoor Ulysses S. Grant die het District of Western Tennessee en het Army of the Tennessee onder zijn bevel had.

#### De Slag bij Iuka
De Zuidelijke generaal-majoor Sterling Price kreeg het bevel van generaal Braxton Bragg om met zijn leger van Tupelo, Mississippi naar Nashville op te rukken om de opmars van Bragg in Kentucky te dekken. Prices leger nam kwartieren in Iuka om de komst van generaal-majoor Earl Van Dorns leger af te wachten. De twee generaals zouden daarna gezamenlijk de communicatielijnen van Grant aanvallen in westelijk Tennessee. Ze hoopten om Grants versterkingen in de vorm van Don Carlos Buells leger tegen te houden indien Grant reageerde zoals ze hoopten of indien Grant niet reageerde om verder Braggs offensief te ondersteunen.
Grant wachtte niet af en keurde een door Rosecrans ingediend plan goed om met twee colonnes Price aan te vallen voor Van Dorn zich kon aansluiten bij Price. Grant stuurde brigadegeneraal Edward Ord met drie divisies van het Army of Tennessee (ongeveer 8.000 soldaten) langs de Memphis en Charleston spoorweg om Iuka vanuit noordwestelijke richting te benaderen. Rosecrans’ leger zou via de Mobile en Ohio spoorweg oprukken om Iuka vanuit het zuidwesten te benaderen. Zo werden alle routes voor Price afgesneden. Grant sloot zich aan bij Ords hoofdkwartier en had geen tactische controle over Rosecrans’ bewegingen.
Terwijl Ord naar Iuka oprukte in de nacht van 18 september had Rosecrans vertraging opgelopen door modderige wegen. Op een bepaald punt had een van zijn divisies een verkeerde weg genomen en dienden ze op hun stappen terug te keren. Die nacht rapporteerde hij aan Grant dat hij nog 32 km moest afleggen en dat hij om 04.30 uur opnieuw op weg zou gaan. Hij dacht Iuka tegen de vroege namiddag te bereiken. Rekening houdend met de omstandigheden gaf Grant het bevel aan Ord om Iuka tot 6 km te naderen maar te wachten tot Rosecrans de aanval had ingezet. Rosecrans vertrok zoals gepland maar marcheerde slechts langs één weg in plaats van de geplande twee. Hij vreesde dat een gesplitste legermacht het moeilijker zou hebben tegenover de Zuidelijken.
Op 19 september was Rosecrans op 3 km van Iuka terwijl hij de Zuidelijke voorposten voor zich uitdreef. Toen botste zijn voorste divisie met de Zuidelijke hoofdmacht. De strijd duurde van 16.30 uur tot na het invallen van de duisternis. Door een Akoestische schaduw (waarbij de geluiden van de gevechten niet tot bij Grant en Ord geraakten en ze dus niet ten strijde trokken) diende Rosecrans de strijd alleen uit te vechten.
Tijdens de nacht vonden Rosecrans en Ord aansluiting met elkaar en stelden hun troepen op om de strijd bij het krieken van de dag opnieuw aan te vatten. De Zuidelijken hadden zich echter terug getrokken. Price had dit manoeuvre reeds op 18 september gepland en Rosecrans’ aanval had dit slechts uitgesteld. De Zuidelijken vertrokken langs de enige weg die de Noordelijken geblokkeerd niet geblokkeerd hadden. Prices en Van Dorn sloten zich vijf dagen later aan. Rosecrans cavalerie en enige infanterie-eenheden hadden nog de achtervolging ingezet maar moesten het na 24 km uitgeput opgeven. Grant had slechts ten dele zijn doelstelling behaald. Price had zich niet kunnen aansluiten bij Bragg in Kentucky, maar Rosecrans was er niet in geslaagd om het Zuidelijke leger te vernietigen.
De Slag bij Iuka markeerde het begin van een lange professionele animositeit tussen Rosecrans en Grant. De Noordelijke kranten hadden niets dan lof voor Rosecrans ten koste van Grant. Sommigen fluisterden dat niet het akoestisch fenomeen Ord ter plaatse had gehouden maar de incompetentie van Grant veroorzaakt door zijn dronkenschap. Grants eerste verslag was gunstig voor Rosecrans. Maar zijn tweede, na het verschijnen van Rosecrans versie, was veel negatiever.

#### De Tweede Slag bij Corinth
Op 28 september sloten Prices en Van Dorns legers zich aan. Van Dorn, als hoogste officier, nam het bevel op zich van beide strijdmachten. Grant wist bijna zeker dat Corinth hun volgende doel was. De Zuidelijken hoopten Corinth vanuit een onverwachte hoek aan te vallen zodat ze Rosecrans konden insoleren en konden doorstoten naar het midden van Tennessee. Grant stuurde een bericht naar Rosecrans om de nodige voorbereidingen te treffen. Rosecrans was echter niet overtuigd dat Corinth het hoofddoel was van de Zuidelijken. Hij geloofde niet dat ze een goed versterkte stad zouden aanvallen terwijl de Mobile en Ohio spoorweg een veel gemakkelijker doel was.
In de loop van de ochtend van 3 oktober namen drie divisies van Rosecrans’ strijdmacht stellingen in ten noorden en noordwesten van Corinth die tot voor kort door de Zuidelijken waren gebruikt. Van Dorn viel om 10.00 uur aan, waarbij hij een tangbeweging wilde uitvoeren. Het eerste doel was de linkerflank van Rosecrans met de hoop dat Rosecrans zijn rechterflank zou verzwakken om de aanval op zijn andere flank te weerstaan. Ondertussen zou Price de Noordelijke rechterflank aanvallen om zo door te stoten naar de vijandelijke achterhoede. Rond 13.30 uur rukten de Zuidelijken doorheen een tijdelijk gat in de Noordelijke linie waarop de volledig Noordelijke slaglinie zich terugtrok tot op 750m van de redoutes rond de stad.
Tot nu toe ging alles goed voor de Zuidelijken. Tegen de avond was Rosecrans leger teruggedrongen tot in de redoutes rond de stad. Beide zijden dienden op adem te komen na de zware gevechten van de voorbije dag. Het was een warme dag geweest (34 °C) en ze hadden maar beperkt toegang tot water waardoor veel soldaten flauwvielen van de inspanning. Op de tweede dag van de slag rukten de Zuidelijken op om negen uur 's ochtends. Onder zwaar vijandelijk vuur bestormden ze de batterijen Powell en Robinett waar man-tegen-mangevechten plaatsvonden. Een kleine doorbraak naar de stad werd terug gedrongen en na een Noordelijke tegenaanval werd batterije Powell opnieuw ingenomen. Van Dorn liet de aftocht blazen. Rond 16.00 uur arriveerden er versterkingen van Grant in de vorm van eenheden aangevoerd door brigadegeneraal James B. McPherson. Maar de slag was reeds tegen 13.00 uur gewonnen toen de Zuidelijken zich terugtrokken.

#### Army of the Cumberland

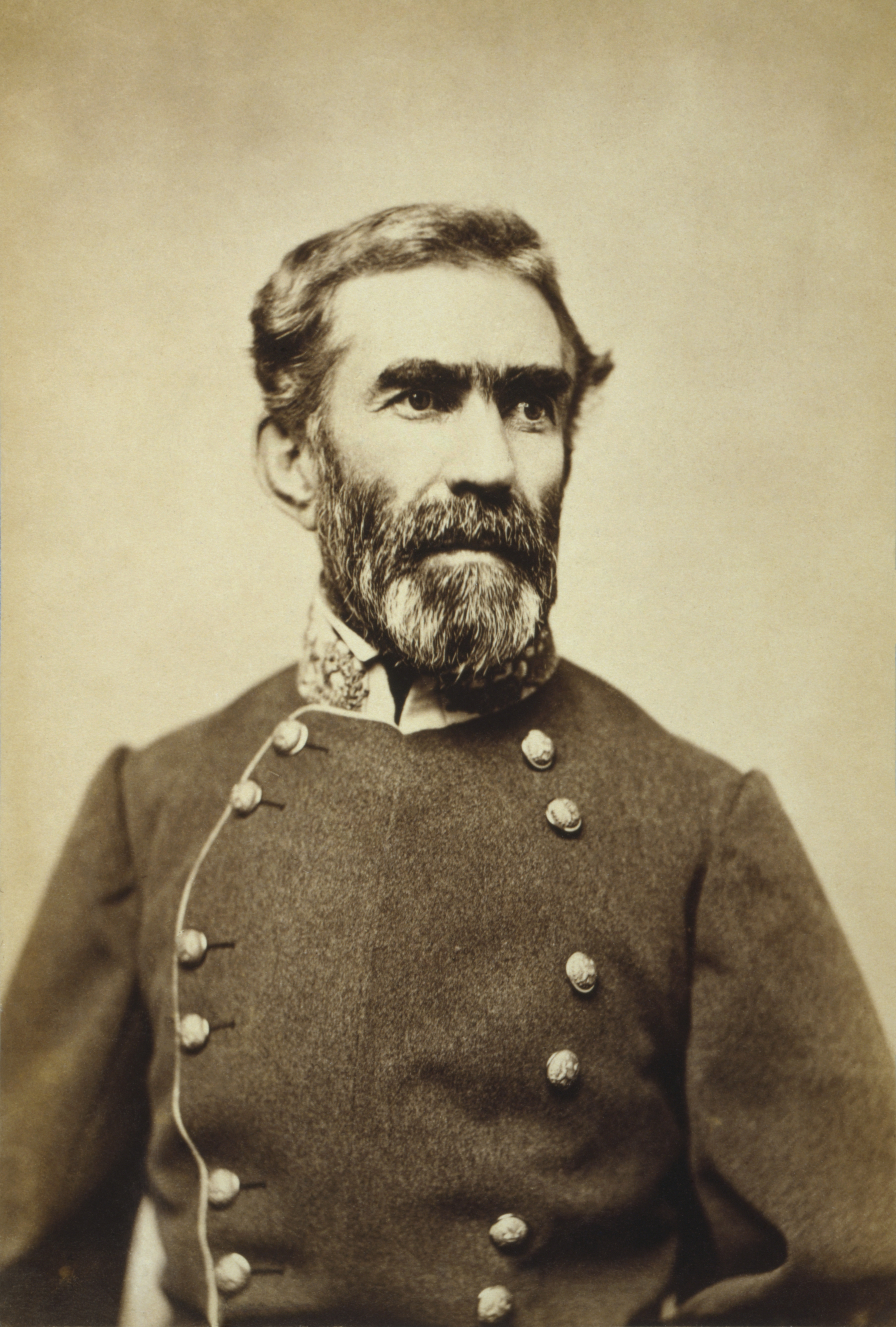
Rosecrans' belangrijkste tegenstander generaal Braxton Bragg

Hoewel er in militaire kringen twijfels bestonden over Rosecrans kunnen, was de Noordelijke pers vol lof over hem. Op 24 oktober kreeg hij het bevel over het XIV Corps dat al snel werd omgedoopt tot Army of the Cumberland. Hij verving generaal-majoor Don Carlos Buell die net de onbesliste Slag bij Perryville had uitgevochten met de Zuidelijke Braxton Bragg. Rosecrans werd bevorderd tot generaal-majoor (bij de vrijwilligers en niet in het regulier leger waar hij nog altijd brigadegeneraal was). Zijn benoeming ging in per 21 maart 1862. Grant was blij dat Rosecrans een andere taak had gekregen.
In zijn rol als legerbevelhebber werd Rosecrans een van de meest geliefde generaals. Hij werd door zijn soldaten "Old Rosy" genoemd en dit niet alleen door zijn oude bijnaam in West Point maar ook door zijn grote rode neus die “Romeinse karakteristieken” had. Rosecrans droeg altijd een kruisje aan zijn horloge en een rozenkrans in zijn binnenzak. Soms hield hij zijn stafleden de halve nacht wakker met discussies over religieuze doctrines. Hij kon snel omslaan van woede naar vriendelijkheid. Dit werd zeer gewaardeerd door zijn soldaten.

#### De Slag bij Stones River
Rosecrans voorganger Buell werd vervangen omdat hij de achtervolging van Bragg niet ten volle doorzette na de Slag bij Perryville. Toch nam Rosecrans ook een afwachtende houding aan. Hij bleef met zijn leger in Nashville, Tennessee, terwijl de soldaten bevoorraad werden en de cavalerie de nodige training kreeg. Begin december 1862 verloor Henry W. Halleck zijn geduld. Hij schreef aan Rosecrans: "Als je nog één week langer in Nashville blijft, kan ik niet voorkomen dat iemand jouw plaats zal innemen." Rosecrans antwoordde: "Ik heb geen extra motivaties nodig om te weten wat mijn plicht is. Voor alle dreigementen om me van mijn plicht te ontheffen, laat het mij toe van te zeggen, ben ik ongevoelig."
Tegen de tweede helft van december begon Rosecrans eindelijk aan zijn opmars tegen Braggs Army of Tennessee die bij Murfreesboro, Tennessee lag. De Slag bij Stone River was een van de bloedigste van het conflict op het vlak van percentages van slachtoffers. Zowel Rosecrans als Bragg planden een aanval op de vijandelijke rechterflank. Bragg viel als eerste aan in de vroege morgen van 31 december 1861 waardoor de Noordelijke naar een kleinere defensieve stelling werden geduwd. Toen Rosecrans de ernst van de aanval besefte, vertoonde hij zijn nerveuze hyperactiviteit zoals hij altijd ten toon spreidde tijdens een slag. Hij reed op en af de slaglinie (soms in de volle vuurlinie) om zijn manschappen aan te vuren en directe orders te geven aan brigades, regimenten en zelfs compagnieën. Terwijl Rosecrans over het slagveld reed, was zijn uniform deels bedekt met het bloed van zijn vriend en stafchef kolonel Julius Garesché die onthoofd werd door een kanonbal toen hij naast Rosecrans reed.
Op 1 januari werd er geen strijd geleverd, maar de volgende dag viel Bragg opnieuw aan tegen de sterke linkerflank van Rosecrans’ stellingen. De aanval werd afgeslagen met sterke verliezen voor de Zuidelijken. Bragg trok zijn leger terug naar Tullahoma (Tennessee), waardoor de Noordelijken de controle kregen van midden Tennessee. De slag was een belangrijke opsteker voor het moreel van het Noorden na de nederlaag bij Fredericksburg enkele weken eerder.

#### Tullahomaveldtocht
Rosecrans hield zijn Army of the Cumberland (het oude XIV Corps) gedurende zes maanden in Murfreesboro. Daar liet hij zijn leger uitrusten, herbevoorraden en trainen. Hij wilde niet oprukken op modderige wegen in wintertijd. Hij ontving verschillende brieven van Lincoln, Stanton en Halleck om het verder op te nemen tegen Bragg, maar legde deze terzijde in de winter en vroege lente. De Noordelijke regering maakte zich zorgen over het feit dat indien Rosecrans niets uitvoerde, Bragg zijn troepen misschien zou gebruiken om de druk op te voeren op generaal-majoor Ulysses S. Grant bij Vicksburg, Mississippi. Rosecrans stelde dat door het ter plaatse blijven hij Grant meer hielp dan door zijn leger te verplaatsen waarbij Bragg hem misschien zou volgen.
Op 2 juni ontving Rosecrans een telegram van Halleck waarin stond dat indien hij niet vertrok uit Murfreesboro, al zijn troepen naar Grant zouden gestuurd worden in Mississippi. Na een rondvraag bij zijn officieren bleek de overgrote meerderheid tegen een opmars te zijn. De enige die tegenstand bood en voor een onmiddellijk opmars pleitte was de net aangestelde stafchef brigadegeneraal James A. Garfield. Op 16 juni stuurde Halleck het volgende:”Is het uw bedoeling om op te rukken? Een definitief antwoord, ja of nee, is vereist.” Rosecrans antwoordde:”Indien onmiddellijk vannacht of morgen is, nee. Indien het zo snel mogelijk is, dan binnen de vijf dagen.” Zeven dagen later, in de vroege morgen van de 24ste juni, rapporteerde Rosecrans aan Halleck dat het Army of the Cumberlang oprukte tegen Bragg.
De Tullahomaveldtocht (24 juni tot 3 juli 1863) werd gekenmerkt door weinig slachtoffers en volgens het boekje uitgevoerde manoeuvres. Bragg werd gedwongen om zich terug te trekken naar Chattanooga, Tennessee. Deze veldtocht wordt tot de dag van vandaag bejubeld. Rosecrans kreeg niet de eer die hij verdiende voor zijn veldtocht. Op 3 juli voerde Pickett zijn aanval uit tijdens de Slag bij Gettysburg. De volgende dag gaf Vicksburg zich over aan Grant.

#### De Slag bij Chickamauga
Rosecrans zette na zijn overwinning in de Tullahomaveldtocht niet onmiddellijk de achtervolging in. Hij hergroepeerde zijn eenheden en stuurde verkenners uit om de logistieke moeilijkheden na te kijken om zijn leger over de bergpassen ten westen en/of ten zuiden van Chattanooga te krijgen. Toen hij eenmaal alle informatie had, manoeuvreerde hij opnieuw zodanig dat Bragg alle initiatief verloor. De Zuidelijken verlieten Chattanooga en trokken zich terug naar de bergen van noordwestelijk Georgia. Onkarakteristiek liet Rosecrans zijn voorzichtigheid varen omdat hij ervan overtuigd was dat Bragg zich verder zou terugtrekken. Hij zette de achtervolging in met drie colonnes waardoor zijn korpscommandanten weinig contact met elkaar hadden. Tijdens de Slag bij Davis's Cross Roads op 1 september slaagde Bragg er bijna in om een Noordelijk korps in een hinderlaag te lokken en te vernietigen. Rosecrans liet zijn leger onmiddellijk verzamelen ten westen van de Chickamauga Creek.

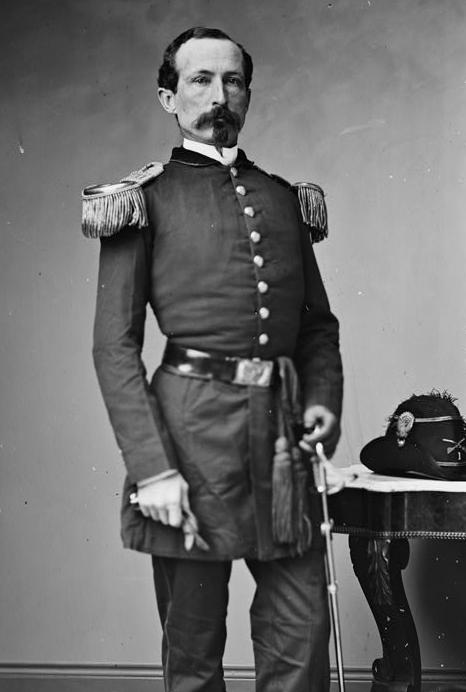
Brigadegeneraal Thomas J. Wood

De Slag bij Chickamauga begon op 19 september toen Bragg het nog niet volledig verzamelde Noordelijke leger aanviel. Toch slaagde hij er niet in om de defensieve slaglinie te doorbreken. Op de tweede dag gebeurde er een ramp voor Rosecrans door een verkeerd geformuleerd bevel na een verkeerd geïnterpreteerde situatie. Het bevel was gericht aan brigadegeneraal Thomas J. Wood om “de nodige steun aan Reynolds divisie te verlenen” om een verondersteld gat in de linie te dichten. Het was echter pas na het manoeuvre van Wood dat er een gat in de Noordelijke linie ontstond. Net op dit ogenblik voerde luitenant-generaal James Longstreet een geplande grootschalige aanval uit in dezelfde sector. De Zuidelijken buiten de kans ten volle uit en de volledige rechterflank van Rosecrans’ leger werd gebroken.
Het merendeel van de Noordelijke eenheden op de rechterflank trokken zich terug naar Chattanooga. Rosecrans en Garfield probeerden nog de eenheden te hergroeperen, maar werden al snel meegetrokken in de paniek. Rosecrans besliste toen om de verdediging van de stad zelf te organiseren. Hij stuurde Garfield naar generaal-majoor George H. Thomas met het bevel om de overgebleven eenheden in Chickamauga zo goed mogelijk terug te trekken naar de nieuwe stellingen rond Chattanooga.
De rest van het leger kon aan de volledige vernietiging ontsnappen door het koppige achterhoedegevecht van Thomas bij Horseshoe Ridge. Daaraan dankt hij zijn bijnaam "Rock of Chickamauga." Die nacht trok het leger zich terug in de nieuwe defensieve stellingen rond Chattanooga. Bragg was er niet in geslaagd om het Army of the Cumberland te vernietigen. Toch was deze slag de grootste Noordelijke nederlaag aan het westelijke front. Thomas drong er bij Rosecrans op aan om opnieuw het bevel van het leger op zich te nemen. Rosecrans was echter een psychisch en fysiek wrak en bleef daarom in Chattanooga.
Hoewel Rosecrans’ soldaten afdoende bescherming genoten in de defensieve stellingen rond de stad, was de aanvoer van voorraden moeilijker door de voortdurende cavalerie-aanvallen van de Zuidelijken. Braggs leger bezette de hoger gelegen delen rond de stad en maakten zich op voor het beleg. Rosecrans slaagde er niet in om de belegering te doorbreken zonder versterkingen van buitenaf. Al na enkele uren na de nederlaag bij Chickamauga telegrafeerde Stanton naar generaal-majoor Joseph Hooker om met 15.000 soldaten (2 korpsen van het Army of the Potomac naar Chattanooga te marcheren. Ook generaal-majoor Ulysses S. Grant kreeg het bevel om 20.000 soldaten onder leiding van generaal-majoor William T. Sherman vanuit Vicksburg, Mississippi naar Rosecrans te sturen. Op 29 september kreeg Grant zelf het bevel om naar Chattanooga te gaan als bevelhebber van het nieuwe Military Division of the Mississippi.
Grant kreeg de keuze om eventueel Thomas te benoemen tot bevelhebber van het Army of the Cumberland. Hoewel Grant het niet kon vinden met Rosecrans of Thomas, benoemde hij toch Thomas tot nieuwe commandant. Na een gevaarlijke reis langs de aanvoerlijn arriveerde Grant op 23 oktober in Chattanooga. Tijdens zijn reis ontmoette Grant Rosecrans in Stevenson, Alabama waar hij een verslag ontving over de staat van het leger. Hij zei echter niets over zijn beslissing betreffende het bevelhebberschap aan Rosecrans. Grant voerde een plan uit die oorspronkelijk was uitgewerkt door Rosecrans en brigadegeneraal William Farrar Smith om de zogenaamde "Cracker Line" te openen. Zo slaagden de Noordelijken erin om de belegerde collega’s bij Chattanooga te bevoorraden en in de Chattanoogaveldtocht in november 1863 Braggs leger te verslaan. Bragg trok zich hierop terug naar Georgia.

#### Missouri en ontslag
Rosecrans werd naar Cincinnati gestuurd om verdere orders af te wachten. Hij zou geen rol meer spelen in de verdere grote veldtochten. Hij kreeg het bevel over het Departement of Missouri tussen januari en december 1864 waar hij een rol speelde om Prices raid te weerstaan. Tijdens de nationale conventie van de Republieken kreeg hij een telegram van James Garfield met de vraag of Rosecrans geïnteresseerd zou zijn om Lincolns vice-president te worden. Rosecrans antwoordde op een cryptische manier, maar dit telegram zou Garfield nooit bereiken. Er wordt gedacht dat Edwin M. Stanton dit telegram onderschept heeft.
Op 15 januari 1866 werd Rosecrans eervol ontslagen uit het vrijwilligersleger. Op 30 juni 1866 werd Rosecrans voorgedragen door president Andrew Johnson voor de benoeming tot gebrevetteerd generaal-majoor in het reguliere leger met ingang vanaf 13 maart 1865 als erkenning voor zijn rol bij Stones River. De senaat keurde deze benoeming goed op 25 juli 1866. Rosecrans nam op 28 maart 1867 ontslag uit het reguliere leger. Op 27 februari 1889 werd hij door een Act of Congress herbenoemd tot brigadegeneraal in het leger. Zo kon hij vanaf 1 maart 1889 genieten van een militair pensioen.

## Latere jaren
Na de oorlog stond Rosecrans, samen met 10 anderen, aan de wieg van de Southern Pacific Transportation Company. Tussen 1868 en 1869 was hij ambassadeur in Mexico maar werd na vijf maanden vervangen toen Grant president werd.
Hij schreef samen met Josiah Riley een boek over burgerlijk bestuur. Hij werd in de loop der jaren verschillende keren benaderd om zich kandidaat te stellen voor politieke functies zoals voor gouverneur voor Ohio in 1866 en 1869, gouverneur voor Californië in 1868 en congreslid voor Nevada in 1876. Hij ging op geen enkel aanbod in omdat het mogelijks belangenconflicten kon inhouden met zijn zaken. Uiteindelijk gaf hij toe en werd verkozen tot congreslid voor California’s 1st congressional district tussen 1881 en 1885. In 1882 werd hij voorzitter van de United States House Committee on Armed Services. Hij was aanwezig bij de inhuldiging van het Chickamauga and Chattanooga National Military Park op 19 september 1889.
In februari 1898 was Rosecrans verkouden. Deze verkoudheid veranderde in een longontsteking. Hij was aan de beterende hand tot hij het nieuws te horen kreeg dat een van zijn kleinzonen overleden was aan de gevolgen van difterie. Door de schok en het verdriet kwijnde Rosecrans snel weg. Hij overleed op 11 maart 1898 in Redondo Beach (Californië). In 1908 werd zijn stoffelijk overschot bijgezet in Arlington National Cemetery.

## Militaire loopbaan
- Cadet:
- Brevet Second Lieutenant: 1 juli 1841[35]
- Second Lieutenant: 3 april 1843[35]
- First Lieutenant: 3 maart 1853[35]
- Ontslag Army: 1 april 1854[35]
- Colonel: 9 juni 1861[35]
- Brigadier General in the Regular Army: 16 mei 1861[35]
- Major General van de vrijwilligers: 21 maart 1862[35]
- Brevet Major General U. S. Army: 13 maart 1865[35]
- Ontslag als vrijwilliger: 15 januari 1866[35]
- Ontslag militaire dienst: 28 maart 1867[35]

## Aanbevolen lectuur
- Korn, Jerry, and the Editors of Time-Life Books. The Fight for Chattanooga: Chickamauga to Missionary Ridge. Alexandria, VA: Time-Life Books, 1985. ISBN 0-8094-4816-5.
- Lamers, William M. The Edge of Glory: A Biography of General William S. Rosecrans, U.S.A. Baton Rouge: Louisiana State University Press, 1961. ISBN 0-8071-2396-X.
- Varney, Frank P. General Grant and the Rewriting of History: How the Destruction of General William S. Rosecrans Influenced Our Understanding of the Civil War. El Dorado Hills, CA: Savas Beatie, 2013. ISBN 978-1-61121-118-4.
- The Union Army; A History of Military Affairs in the Loyal States, 1861–65 — Records of the Regiments in the Union Army — Cyclopedia of Battles — Memoirs of Commanders and Soldiers. Vol. 8. Wilmington, NC: Broadfoot Publishing, 1997. First published 1908 by Federal Publishing Company.

- Gemeinsame Normdatei: 1064889476
- International Standard Name Identifier: 0000 0000 2476 5324
- Library of Congress Control Number: n85049087
- National Archives and Records Administration: 10570416
- Nationale Bibliotheek van Israël: 987007272019405171
- Nederlandse Thesaurus van Auteursnamen: 215085744
- SNAC: w6zs2vdx
- Système universitaire de documentation: 061053198
- Biographical Directory of the United States Congress: R000440
- Virtual International Authority File: 35877655
- WorldCat: E39PBJfMdCFYgwWWpmWBW6jpyd